# Eli Bøgh
Eli Bøgh (født 7. januar 1893 i Tranekær, død 14. marts 1981) var en dansk missionær.
Søn af godsinspektør Otto Bøgh (1846-1910) og hustru Eleonore Bøgh, f. Møller (1849-1930). Bror til rektor Frederik Bøgh (1880-1967) og til klosterpræst Svend Bøgh (1886-1979). Gift 28. oktober 1932 i Saldoha i Indien med norskfødte Hilda Karen Martens Wolff (1904-1989).
Eli Bøgh blev cand.polyt. fra Polyteknisk Læreanstalt 1916, men fik tidligt et kald, som bød ham at virke for kristendommens udbredelse i verden. I 1920 blev han leder af Dansk Santalmissions tehave i Mornai i Assam i det nordøstlige Indien. 
Han boede hos sin bror, lægemissionæren Boe Bojesen Bøgh (1884-1954), som var leder af missionshospitalet i Benagaria. Her oplevede Eli Bøgh de mange spedalske på nærmeste hold, og han følte, at hans kald lå i at hjælpe dem. 
Dansk Santalmissions ledelse havde et ønske om at påbegynde et arbejde blandt de spedalske og bistod Bøgh med oprettelsen af en ny spedalskhedskoloni i Saldoha. Sammen med broderen Boe Bojesen Bøgh opbyggede Eli Bøgh det hospital, som var centrum i kolonien.
Hvor man tidligere havde søgt at isolere de spedalske under hospitalslignende forhold, forsøgte Bøgh at etablere en normal landsby, hvor de raskeste af patienterne arbejdede med landbrug og havebrug etc. Det foregik som led i terapien, samtidig med, at det bidrog til koloniens økonomiske drift. Landsbyen blev ledet af et lokalråd, også bestående af spedalske. Spedalskhedskolonien i Saldoha udviklede sig derfor til en foregangsinstitution. 
Klimaet og det hårde arbejde medførte dog, at Eli og Karen Bøgh var nødt til at rejse hjem til Danmark i 1926, hvor han i de følgende år arbejdede for Kirkens Korshær. De rejste tilbage til Indien i 1931, men allerede i 1933 svigtede helbredet igen og han arbejdede atter for Kirkens Korshær i Danmark frem til 1939. 
De forsøgte nu at blive tilknyttet Den Danske Israelsmission som missionærer, men blev ikke antaget. I stedet rejste de kort før 2. verdenskrigs udbrud på egen hånd og uden tilknytning til noget missionsselskab til Haifa i Israel for at arbejde som missionærer der. 
Det blev begyndelsen på 33 års missionærgerning i Israel, centreret om at uddele Det nye Testamente til jøderne og tale med dem om kristendommen. Deres arbejde var på intet tidspunkt økonomisk sikret, men finansieret dels ved støttebidrag fra en kreds af tilhængere i Danmark, navnlig organiseret af hans bror Svend Bøgh (1886-1979), og dels ved at Eli Bøgh periodevis tog arbejde i Israel, bl.a. fysisk hårdt arbejde som vejarbejder. 
Eli Bøghs særkende som missionær var en fuldstændig mangel på sikkerhed og organisation og en total koncentration om selve budskabet. Sammen med hustruen Karen, som i et og alt delte hans kald, opretholdt han i alle årene i Israel en fuldkommen enkel livsform. Han afskyede desuden offentlighed og ydre anerkendelse af sit arbejde. Det store sker altid tyst var hans motto. 
1973 vendte Eli og Karen Bøgh af helbredsgrunde tilbage til Danmark.